# Ţāsbandī
Ţāsbandī (persiska: طاسبَندی, طاس بندی) är en ort i Iran.   Den ligger i provinsen Hamadan, i den nordvästra delen av landet, 270 km sydväst om huvudstaden Teheran. Ţāsbandī ligger 1 880 meter över havet och antalet invånare är 554.
Terrängen runt Ţāsbandī är huvudsakligen kuperad, men den allra närmaste omgivningen är platt. Runt Ţāsbandī är det ganska tätbefolkat, med 104 invånare per kvadratkilometer. Närmaste större samhälle är Azandarīān, 11,0 km sydväst om Ţāsbandī. Trakten runt Ţāsbandī består i huvudsak av gräsmarker.